# Benthodesmus macrophthalmus
Benthodesmus macrophthalmus és una espècie de peix pertanyent a la família dels triquiúrids.

## Descripció
- Pot arribar a fer 50 cm de llargària màxima.
- Cos platejat amb les mandíbules i l'opercle negrosos.
- L'interior de la boca i de les cavitats branquials és de color negre.
- 34-37 espines i 78-85 radis tous a l'aleta dorsal i 2 espines i 70-76 radis tous a l'anal.
- 119-124 vèrtebres.[5][6]

## Hàbitat
És un peix marí i bentopelàgic que viu entre 320 i 600 m de fondària (6°S-13°S, 104°E-137°E).

## Distribució geogràfica
Es troba a Austràlia, el Timor Oriental, Indonèsia i Papua Nova Guinea.

## Observacions
És inofensiu per als humans.